# ステアリングコントローラ

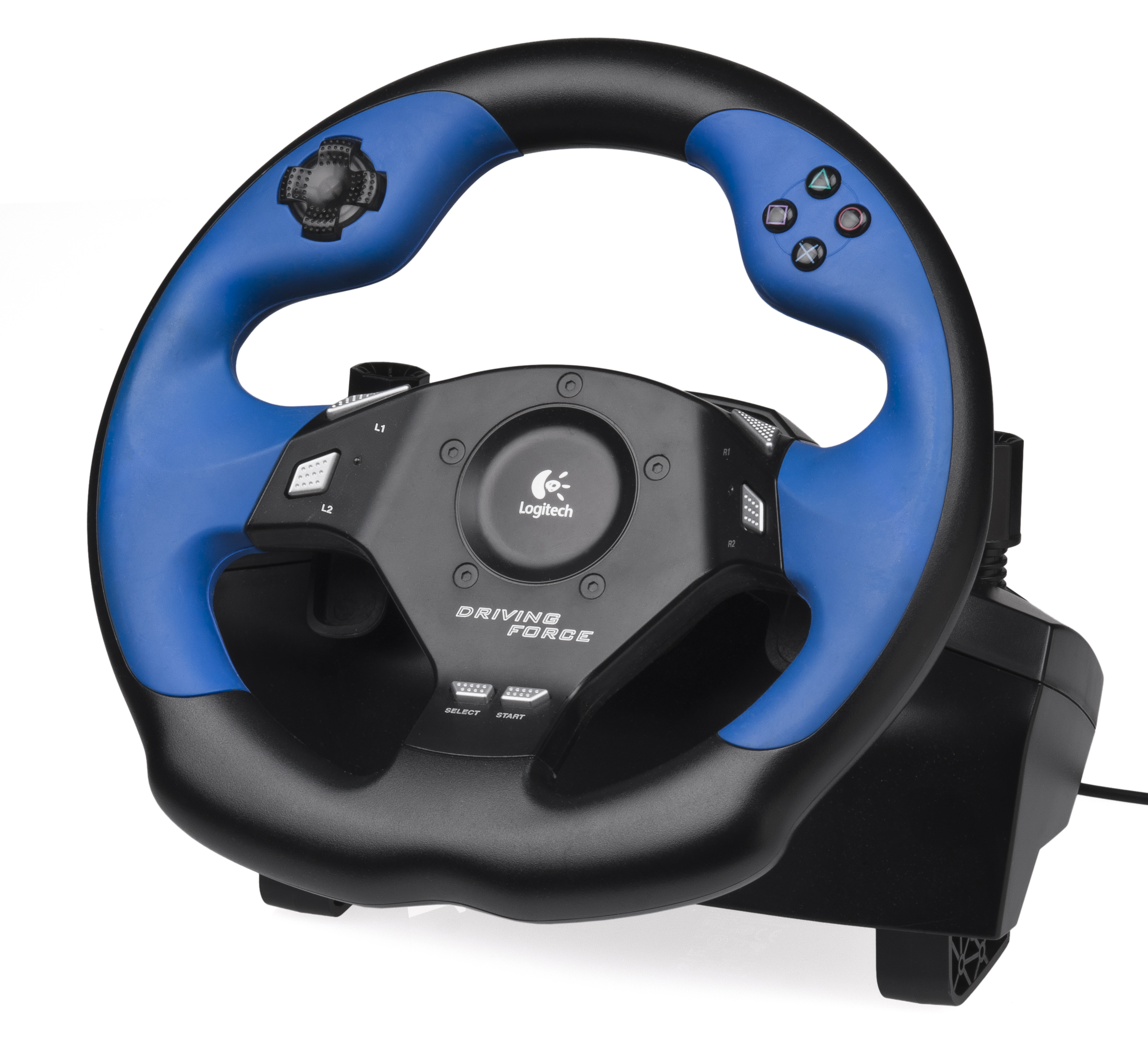
PlayStation 3向けのステアリングコントローラ

ステアリングコントローラとは、自動車のステアリング（ステアリングホイール、ハンドル）に似せた造りと動作をするように設計されたレースゲーム用のゲームコントローラ。ハンドルコントローラ（ハンコン）などと称されることもある。

## 概要
実際のレーシングカーと同様にステアリングとアクセルペダル、ブレーキペダルを使用した物が一般的（クラッチペダルが使用されている製品もある）。また、シフトチェンジはステアリング部分に付いたパドルやボタン、もしくは付属するレバーで行う。
実際の車の運転者がステアリングから感じることのできる力を再現する為、モーターでハンドルの抵抗感を出すフォースフィードバック機能を備えた物もある。ただし、ステアリングコントローラ対応のゲームソフトでもそれぞれに表現方法は異なる。近年、実際の車と同じパーツを使った高級モデルも登場している。PlayStation 2用およびPlayStation 3用の一部サードパーティのステアリングコントローラはGT FORCE互換ではなく、標準コントローラの互換品（アナログスティックの左右をステアリング・デュアルショック感圧ボタンを利用したフットペダル）であるため、購入の際は注意。　
原則、有線式のステアリングコントローラーはUSBの給電量が足りないため、別途でACアダプターが必要である。Driving Force以前のGT FORCEシリーズはPSボタンがないため、PS2/PS3/本体の特定の位置のUSBポートにステアリングコントローラーのUSBケーブルを接続する必要がある。ステアリングコントローラーは通常2台までの接続が一ソフトで想定されている。
- PlayStation 2(初期型)では、上側のUSBポートが1Pのステアリングコントローラーの接続口となる。PSXはUSBポートが一つしかないため、そこに接続する必要がある。
- PlayStation 2(後期型)、KDL22PX300、PlayStation 3では本体前面の一番左側のUSBポートに接続する。

## ロジクールの製品
SPEED FORCE
基本的にG29シリーズ、THRUSTMASTERのT80より前の型番の全てのステアリングコントローラーはPS4以降と互換性が切られているため注意が必要。Xbox Oneにおいても専用品のステアリングコントローラーが基本的に必要である。
- LGRC-10000

ロジクール社製のステアリングコントローラ。2003年7月25日発売。ニンテンドー ゲームキューブに対応。Wiiでも対応ソフトに限り使用することもできる。フォースフィードバック機能が搭載されている。ステアリング中央のフェイスパネルは当時発売されていたゲームキューブ本体カラーに合わせ、バイオレット・ブラック・オレンジが付属。ACアダプタ・膝ラップアタッチメント・ペダルが付属。商品の箱にはF-ZERO GXのキャプテン・ファルコンが描かれている。
対応ゲーム
「GT CUBE」 エム・ティー・オー
「auto modellista U.S-tuned」カプコン
「V-RALLY 3」アタリ
「F-ZERO GX」任天堂
「マリオカート ダブルダッシュ!!」任天堂
「R:RACING EVOLUTION」ナムコ
GT FORCE
- LPRC-10000

ロジクール社製のステアリングコントローラ。2001年1月1日発売。PlayStation 2に対応（USB接続）。PCで使用することもできる。グランツーリスモシリーズの企画・開発を行っているポリフォニー・デジタルと共同開発されたもの。フォースフィードバック機能が搭載されている。希望小売価格は税込9,800円。ACアダプターを接続しなかった場合もすべての入力判定は正しく動作するが、ハンドルの動作に腕力を要する。
ステアリング部分
ステアリング部分には、円型で小型の4つのボタンが配置されている。また、背面にはL、Rのスイッチがある。机などへの固定には、ダブルクリッピングシステムが採用されている。2つのプラスチック製ネジ部分を回して、底部にあるクランプを調整し、固定する方式である。板は3~5cmほどの厚さでなければ固定できない。
フットペダル部分
左からブレーキペダル、アクセルペダルと並んでいる。クラッチペダルはない。底面には円型の4つの滑り止めラバーがついている。接続は電話線で用いられているモジュラージャックが採用されている。
GT FORCE Pro
- LPRC-11000

ロジクール社製のステアリングコントローラ。2003年12月4日発売。PlayStation 2またはPlayStation 3に対応（USB接続）。PCで使用することもできる。新たにロックトゥロックの2.5回転（900°度回転）に対応した。また、フォースフィードバック機能の強化、ダブルトルクハイパワー電動モーターの搭載がされている。さらに、シーケンシャルシフトをステアリング右側に備えた。アクセルとブレーキのフットペダルも同梱されている。フットペダルは見た目は同じだが、Driving force GTとの互換性はない。希望小売価格は税込20,790円（税別19,800円）。
- LPRC-11000S

GT FORCE Pro for SEGA RALLY。2006年1月12日発売。機能的にはLPRC-11000と同一だがセンターキャップがセガラリーのロゴに、◯☓△□ボタンが１２３４の数字へ変更、パッケージがセガラリーのイラストに変更されたほか、膝で挟んでプレイするラップアタッチメントが付属する。数量限定販売、価格は14,800円。セガラリー2006への完全対応をうたっているが専用というわけではなく他のゲームでも問題なく使える。
- LPRC-11500

ロジクール社製のステアリングコントローラ。2007年5月17日発売。上記のLPRC-11000と同一仕様。希望小売価格は税込14,800円へと引き下げられている。パッケージが緑色に変更され「PS3用」として発売された。仕様は変わらないのでPS2でも使える。
GT FORCE RX
- LPRC-12000

ロジクール社製のステアリングコントローラ。2006年11月11日発売。PlayStation 3に対応（USB接続）。ステアリングの直径は約25cm。基本機能はGT FORCEと同等である。ステアリング右側に配置されていたシーケンシャルシフトがないので、パドルシフトでシフトテェンジを行う。アクセルとブレーキのフットペダルも同梱されている。フットペダルの見た目は初代のGT FORCEと同じだが、接続端子はD-sub9PINコネクタへ変更されている。希望小売価格は税込9,800円。
G25 Racing Wheel
- LPRC-13000

ロジクール社製のステアリングコントローラ。2007年12月13日発売。PlayStation 3に対応（USB接続）。PCで使用することもできる。シフト部分が独立しており、左右どちらにも配置できる。また、シーケンシャルシフトのほか、6速のHパターンマニュアルシフトに対応している。リバースは専用位置が用意されているわけではなく、シフトを押し込んでから6速の位置へ入れるとリバースギアとなる。アクセルとブレーキ、クラッチのフットペダルも同梱されている。希望小売価格は税込37,800円。
Driving Force GT
- LPRC-14000

ロジクール社製のステアリングコントローラ。2008年6月12日発売。PlayStation 2およびPlayStation 3に対応（USB接続）。新たにリアルタイムアジャストメントダイヤルを搭載し、走行中に直感的にスペックチューニングが可能。フォースフィードバック機能も一新されている。また、シーケンシャルシフトをステアリング右側に備える。アクセルとブレーキのフットペダルユニットも同梱されている。ACアダプターは初代のGT FORCEと同じ規格である。ステアリングは専用デザインだが、ステアリングマウントやペダルユニットは基本的にGTフォースproと共通。希望小売価格は税込17,800円。
- LPRC-14500

ロジクール社製のステアリングコントローラ。2010年11月25日発売。グランツーリスモ5と同時発売で、同作の発売延期に伴って発売日が2010年11月3日から変更された。同ゲームで使用できる「Audi R8 5.2 FSI quattro ChromeLine」を先行ダウンロードできるプロダクトコードと、同シリーズプロデューサーを務める山内一典からのメッセージカードが付属する。それ以外はLPRC-14000と同一仕様である。希望小売価格は税込17,800円。
Driving Force Wireless
- LPRC-12500

ロジクール社製のステアリングコントローラ。2008年9月11日発売。PlayStation 3に対応。新たにワイヤレス操作が可能になった（ワイヤレス化したのはゲーム機との接続部分であり、ステアリング部分の電源ケーブルは存在する。）また、膝上に本体を置いてそのままプレイすることもできる。シフトレバー、フットペダルはなく、ステアリング部分のみ。希望小売価格は税込9,980円。
- LPRC-12700

ロジクール社製のステアリングコントローラ。2009年11月26日発売。上記のLPRC-12500と同一仕様。希望小売価格は税込3,980円へと引き下げられている。
G27 Racing Wheel
- LPRC-13500

ロジクール社製のステアリングコントローラ。2010年11月25日発売。G25 Racing Wheelの後継である。PlayStation 3に対応（USB接続）。PCで使用することもできる。新たにヘリカルギアを採用したことによって、静音化を実現。rpmインジケーターLEDを備えたほか、ステアリング部のボタンが2個から6個へ増加。一方、シフト部分が6速マニュアルシフト専用となり、シーケンシャルシフトへの切換機能が削除された。アクセルとブレーキ、クラッチのフットペダルも同梱されている。希望小売価格は税込37,800円。グランツーリスモ5と同時発売で、同作の発売延期に伴って発売日が2010年11月3日から変更された。
G29 Driving Force
- LPRC-15000

ロジクール社製のステアリングコントローラ。2015年6月25日発売。PlayStation 3およびPlayStation 4に対応（USB接続）。
G923 True Force
ロジクール社製のステアリングコントローラ。2020年9月17日発売。PlayStation 4およびPlayStation 5に対応（USB接続）。

## アスキーの製品
ハイパーステアリング64
- ASC-0903MK

アスキー社製のステアリングコントローラ。1998年4月28日発売。NINTENDO 64に対応。
ハイパーステアリングV レーシングコントローラー
- ASC-0511GX

アスキー社製のステアリングコントローラ。1998年11月26日発売。PlayStationに対応。フットペダルはなく、ステアリング部分のみ。
ハイパーステアリングV エボリューション2
- ASC-0518GT

アスキー社製のステアリングコントローラ。1999年12月11日発売。PlayStationに対応。フットペダルはなく、ステアリング部分のみ。

## オプテックの製品
コックピット
- SLPH-00024

1996年12月6日発売。PlayStationに対応。
コックピットビッグショック
- SLPH-00101

1998年12月23日発売。PlayStationに対応。
コックピットビッグショック2
- OPT-00027

2000年12月14日発売。PlayStation、PlayStation 2に対応。

## スラストマスター社の製品
360 Modena Racing Wheel（360モデナレーシングホイール）
スラストマスター社（ギルモ）製のステアリングコントローラ。Xboxに対応。360という名称だが、Xbox 360には非対応である。フットペダル・膝アダプター・ステアリングの構成。ステアリングの左右がアナログスティックの左右、ブレーキ、アクセルが左トリガー、右トリガーであり、標準のコントローラと同じ動きをする。Xbox本体には標準のコントローラとして認識される。
T500RS GT RACING WHEEL
スラストマスター社製のステアリングコントローラ。2011年2月発売。PlayStation 3に対応。
Ferrari 458 Italia Racing Wheel for Xbox 360
スラストマスター社製のステアリングコントローラ。2012年4月発売。Xbox 360に対応。
T80 Racing Wheel
スラストマスター社製のステアリングコントローラ。2014年10月発売。PlayStation 3、PlayStation 4に対応。
T300RS Force Feedback Racing Wheel
スラストマスター社製のステアリングコントローラ。2014年10月発売。PlayStation 4、PlayStation 3に対応。
T150 Force Feedback Racing Wheel
スラストマスター社製のステアリングコントローラ。2015年12月発売。PlayStation 4、PlayStation 3に対応。
T300RS GT EDITION
スラストマスター社製のステアリングコントローラ。2017年1月発売。PlayStation 4、PlayStation 3に対応。
T150PRO Force Feedback Racing Wheel
スラストマスター社製のステアリングコントローラ。2018年5月発売。PlayStation 4、PlayStation 3に対応。
T248 Force Feedback Racing Wheel
スラストマスター社製のステアリングコントローラ。2021年12月発売。PlayStation 4、PlayStation 5に対応。
T128 Force Feedback Racing Wheel
スラストマスター社製のステアリングコントローラ。2022年11月発売。PlayStation 4、PlayStation 5に対応。

## HORIの製品
ステアリングコントローラ ゼロテック
- HPS-22

HORI製のステアリングコントローラ。PlayStationに対応。ラジコンカーで用いられるガングリップ型プロポ（送信機）の形状をしている。フットペダルの代わりに拳銃の引き金の形状をしたアナログコントローラが2つ装備されていて、アクセル用とブレーキ用に分かれている。側面には十字キーが装備されている。接続した際、PlayStation本体にはネジコンとして認識される。
ステアリングコントローラ ゼロフォース
- HPS-83

2001年4月28日発売されたHORI製のステアリングコントローラ。PlayStation、PlayStation 2に対応。フットペダルはなく、ステアリング部分のみ。
ステアリングコントローラ EX
- HX3-03

2006年5月18日に発売されたHORI製のステアリングコントローラ。Xbox 360に対応。ステアリング部分の高さ、角度調節ができる。また、振動機能や、ヘッドセットなどを接続できる拡張端子を搭載している。アクセルとブレーキのフットペダルも同梱されている。
ステアリングコントローラー3
- HP3-70/HP3-130（新）

HORI製ステアリングコントローラ。2010年11月25日発売。PlayStation 3に対応。ゼロテックとは違い、ステアリングとアクセルペダル＆ブレーキペダルを使用した操作が可能。フォースフィードバック機能はないものの振動機能が付いている。2012年4月19日に再発売された。なお、接続した際、アナログコントローラとして認識される。
ステアリングコントローラー for PlayStation 4
- PS4-020

HORI製ステアリングコントローラ。2014年7月発売。
ステアリングコントローラー for Xbox One
- XBO-005

HORI製ステアリングコントローラ。2014年9月発売。
レーシングホイール エイペックス for PlayStation 4 / PlayStation 3
- PS4-052

HORI製ステアリングコントローラ。2016年10月発売。
レーシングホイール オーバードライブ for Xbox Series X|S
- AB04-001

HORI製ステアリングコントローラ。2020年12月発売。
レーシングホイール エイペックス for PlayStation 5 / PlayStation 4
- SPF-004

HORI製ステアリングコントローラ。2022年2月発売。

## セガの製品
レーシングコントローラー
- HSS-0115／HSS-0141（新）

セガ社製のステアリングコントローラ。1995年4月1日発売。セガサターンに対応。フットペダルはなく、ステアリング部分のみ。1996年7月5日に新カラー（ミストグレー）で再発売された。
レーシングコントローラ
- HKT-7400

セガ社製のステアリングコントローラ。1999年1月28日発売。ドリームキャストに対応。フットペダルはなく、ステアリング部分のみ。

## 任天堂の製品
Wiiハンドル
詳細は「Wiiリモコン#Wiiハンドル」を参照。
任天堂社製のステアリングコントローラ。2008年4月10日発売。Wii、Wii Uに対応。「マリオカートWii」と同時に発売された。別途、Wiiリモコンを用意する必要がある。構造は他の製品に比べると非常に簡素。フットペダルはなく、ステアリング部分のみ。
Joy-Conハンドル
任天堂社製のステアリングコントローラ。2017年4月28日発売。Nintendo Switchに対応。別途、Joy-Conを用意する必要がある。ステアリング部分のみ。Wiiハンドルと比べると二倍以上の小型化がされている。ZL、ZRボタンが裏から押せるが、スプリングパーツが追加されている。
Joy-Con 2 ハンドル
任天堂社製のステアリングコントローラ。2025年6月5日発売。Nintendo Switch 2に対応。別途、Joy-Con 2を用意する必要がある。ステアリング部分のみ。

## マイクロソフトの製品
SideWinder Force Feedback Wheel
マイクロソフト社製のステアリングコントローラ。Windows 95またはWindows 98に対応。（USB接続もしくはゲームポート）フォースフィードバック機能が搭載されている。ステアリングの位置検出は、正確で信頼性の高い光学式ホイールを採用している。アクセルとブレーキのフットペダルも同梱されている。ちなみに、付属されている電源アダプターは、同社から別に販売されていたフォースフィードバック対応ジョイスティック「SideWinder Force Feedback Pro」付属電源バッテリーと同一。
Sidewinder Precision Racing Wheel
マイクロソフト社製のステアリングコントローラ。Windows 95またはWindows 98に対応。（USB接続専用）フォースフィードバック機能は搭載されていない代わりに
バネが搭載されている。アクセルとブレーキのフットペダル付属。
Xbox 360 ワイヤレス レーシング ホイール
- 9Z1-00003／9Z1-00021（新）

マイクロソフト社製のステアリングコントローラ。2007年5月24日発売。Xbox 360に対応。フォースフィードバック機能が搭載されている。また、ワイヤレス操作が可能で、膝上に本体を置いてそのままプレイすることもできる。アクセルとブレーキのフットペダルも同梱されている。2007年8月23日に一部の製品でフォースフィードバック機能を有効にした際、発熱・発煙が起こる可能性があると発表され対策品との交換が行われた。対象の製品型式番号は、X809211-001、X809211-002、X809211-003、X809211-004、X809211-005。

## その他

### 日産URGE
2006年1月にデトロイトで開催されたモーターショーにおいて日産自動車が出展したコンセプトカー「日産URGE」は、ゲーム機Xbox 360を搭載し、ステアリング上部にセットされた液晶ディスプレイを起こすことで駐車中に実車のステアリングやペダルを操作してレースゲームをプレイできるというある意味究極のステアリングコントローラといえるものであった。
現時点では商品化の予定はないが、同社のカルロス・ゴーン社長は「2010年までに量産したい」とのコメントを出しているというが2020年8月現在量産がされていない。

### 各ステアリングコントローラのハードウェア対応状況
| 関連製品                            | PS | PS2 | PS3 | 型番                  |
| ----------------------------------- | -- | --- | --- | --------------------- |
| ステアリングコントローラ ゼロテック | ○  |     |     |                       |
| GT FORCE                            |    | ○   | △   | LPRC-10000            |
| GT FORCE Pro                        |    | ○   | ○   | LPRC-11000 LPRC-11500 |
| GT FORCE RX                         |    | △   | ○   | LPRC-12000            |
| G25 Racing Wheel                    |    | △   | ○   | LPRC-13000            |
| Driving Force GT                    |    | ○   | ○   | LPRC-14000 LPRC-14500 |
| Driving Force Wireless              |    | ○   | ○   | LPRC-12500 LPRC-12700 |
| G27 Racing Wheel                    |    | △   | ○   | LPRC-13500            |

1. 1 2 3 4  非公式
2. ↑  一部のゲームソフトのみ
3. 1 2  一部の機能のみ